# 2009 par pays en Asie
| Années de l'Asie : 2006 - 2007 - 2008 - 2009 - 2010 - 2011 - 2012    |
| Décennies de l'Asie : 1970 - 1980 - 1990 - 2000 - 2010 - 2020 - 2030 |

Les évènements de l'année 2009 en Asie. 

## Continent asiatique
- Vendredi 27 février 2009 : les ministres des Affaires étrangères de dix pays de l'Association des nations de l'Asie du Sud-Est (Asean) et leurs partenaires chinois, sud-coréen et japonais, réunis dans la station balnéaire de Hua Hin, en Thaïlande, estiment  que la mise en place d'un fonds d'urgence de 120 milliards de dollars est une « question d'urgence » pour faire face aux conséquences de la crise mondiale. Les modalités de mise en place de ce fonds devraient se décider lors d'une nouvelle réunion à Bali en mai prochain.

- Dimanche 1er mars 2009 : l'Association des nations de l'Asie du Sud-Est (Asean) appelle à une action « coordonnée » et à une réforme « audacieuse » du système financier international pour surmonter la crise. Les chefs d'État et de gouvernement préconisent donc la coopération et le rejet du protectionnisme alors que la crise mondiale menace directement les économies de la région.

- Mardi 2 juin 2009 : selon l'Unicef, dans un rapport intitulé « Impact de la crise économique sur les femmes et les enfants en Asie du Sud », plus de 400 millions de personnes souffrent de la faim en Asie du Sud, soit cent millions de plus qu'il y a deux ans, en raison de la crise économique mondiale et de la flambée des prix alimentaires et de l'énergie, dans une région comprenant huit pays (Inde, Népal, Sri Lanka, Bangladesh, Maldives, Bhoutan, Pakistan et Afghanistan) où vivent 1,6 milliard d'habitants[1].

- Mercredi 22 juillet 2009 : l'Asie a connu la plus longue éclipse solaire totale du XXIe siècle à l'intérieur d'un corridor de 15 000 kilomètres de long sur 200 km de large, traversant l'Inde, le Népal, le Bhoutan, le Bangladesh, la Birmanie, la Chine et jusqu'aux îles méridionales japonaises Ryukyu. Elle a pu être observée par plus de 2 milliards de personnes, un record dans l'histoire de l'humanité.

## Ouzbékistan
Article détaillé 2009 en Ouzbékistan

## Turkménistan
Article détaillé 2009 au Turkménistan